# Ursula Boese
Ursula Boese (Amburgo, 27 luglio 1928 – Amburgo, 25 ottobre 2016) è stata un contralto tedesco; membro della Hamburgische Staatsoper dal 1960 al 1993, ha intrapreso una carriera internazionale. È apparsa come Giocasta di Stravinsky alla San Francisco Opera alla presenza del compositore, come Fricka di Wagner nell'ultima produzione di Wieland Wagner del Ciclo dell'Anello al Festival di Bayreuth e come Ulrica di Verdi a fianco di Luciano Pavarotti.

## Biografia

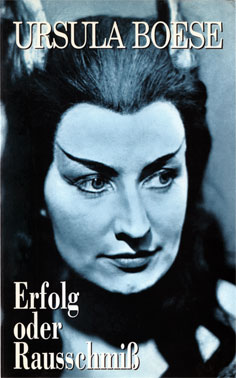
Copertina della sua autobiografia

Nata ad Amburgo, Ursula Boese ha studiato canto alla Hochschule für Musik und Theatre Hamburg nella sua città natale, diplomandosi e iniziò come cantante da concerto già durante i suoi studi.
Nel 1958 è apparsa per la prima volta al Bayreuther Festspiele, facendo il suo debutto sul palcoscenico, come Floßhilde e la Seconda Norn ne L'anello del Nibelungo diretta da Hans Knappertsbusch. Lì ha cantato diversi ruoli, tra cui Fricka nel Ciclo dell'Anello nel 1969, messo in scena da Wieland Wagner.
Divenne membro dell'Opera di Amburgo nel 1960, dove rimase fino al suo ritiro nel 1993. Il 21 maggio 1969 Rolf Liebermann le conferì il titolo di Hamburgische Kammersängerin.
È apparsa alla Wiener Staatsoper, prima nel 1960 come Prima Norna ne Il crepuscolo degli dei e nel 1963 alla Scala di Milano come Giocasta nell'Oedipus Rex di Stravinsky. È anche apparsa come ospite alla Royal Opera House di Londra, a Roma, Venezia, Torino, al Teatro Colón di Buenos Aires, all'Opera di Chicago, al Liceu di Barcellona e all'Opéra national de Paris. Ha cantato al Festival di Edimburgo e all'Holland Festival. Con l'ensemble di Amburgo è apparsa a Firenze, al Metropolitan Opera di New York City, all'Opéra de Montréal, al Teatro Mariinsky di San Pietroburgo, a Mosca e a Tokyo.
La Boese ha preso parte a prime mondiali, come Mrs. Bradshaw in Arden Must Die di Alexander Goehr ad Amburgo il 5 marzo 1967, e come Schwarze Nachbarin in Die wundersame Schustersfrau di Udo Zimmermann al Festival di Schwetzingen il 25 aprile 1982. Ha cantato Jocasta al Opera di San Francisco nel 1968 nell'Oedipus Rex di Stravinsky, con Stravinsky tra il pubblico. Nel 1969 è stata la collega di Joan Sutherland nel Giulio Cesare di Händel. Nel 1970 ha tenuto diversi concerti di Mahler, direttore d'orchestra Zubin Mehta, in Israele. Nel 1973 è apparsa come Ulrica in una nuova produzione di Un ballo in maschera di Verdi, al fianco di Luciano Pavarotti e Sherrill Milnes.
Il 21 maggio 1969 le fu assegnato il titolo Hamburger Kammersängerin. Rolf Liebermann le consegnò il certificato.

## Repertorio lirico (selezione)
| Opera                           | Compositore                   | Ruolo                 | Data              | Teatro                                                                                          | Commento                                       |
| ------------------------------- | ----------------------------- | --------------------- | ----------------- | ----------------------------------------------------------------------------------------------- | ---------------------------------------------- |
| Pelléas et Mélisande            | Claude Debussy                | Geneviève             |                   | Hamburgische Staatsoper, Teatro Regio di Torino                                                 | in tedesco e francese                          |
| Orpheus und Eurydike            | Christoph Willibald von Gluck | Orpheus               | 16 novembre 1963  | Hamburgische Staatsoper, Wiener Volksoper                                                       | Ni ad Amburgo                                  |
| Arden muß sterben               | Alexander Goehr               | Mrs. Bradshaw         | 5 marzo 1967      | Hamburgische Staatsoper                                                                         | UA                                             |
| Jephta                          | Georg Friedrich Händel        | Storge                |                   | Hamburgische Staatsoper                                                                         | Ni                                             |
| Giulio Cesare                   | Georg Friedrich Händel        | Cornelia              | 9 novembre 1969   | Hamburgische Staatsoper                                                                         | Ni – con Joan Sutherland                       |
| Hilfe, Hilfe, die Globolinks    | Gian Carlo Menotti            | Miss Penelope Newkirk | 21 dicembre 1968  | Hamburgische Staatsoper                                                                         | UA                                             |
| Chowanschtschina                | Modest Petrowitsch Mussorgski | Marfa                 | 6 marzo 1963      | Oper Frankfurt, Hamburgische Staatsoper                                                         | Ni                                             |
| I racconti di Hoffmann          | Jacques Offenbach             | Mutter                |                   | Hamburgische Staatsoper                                                                         |                                                |
| Samson et Dalila                | Camille Saint-Saëns           | Dalila                |                   |                                                                                                 |                                                |
| Daphne                          | Richard Strauss               | Gaea                  |                   |                                                                                                 |                                                |
| Elettra                         | Richard Strauss               | Klytämnestra          | 1975              | Gran Teatre del Liceu, Chicago Opera                                                            | Ni a Barcellona e Chicago                      |
| Oedipus Rex                     | Igor' Fëdorovič Stravinskij   | Jocaste               | 12 giugno 1963    | Hamburgische Staatsoper, Teatro alla Scala                                                      |                                                |
| Un ballo in maschera            | Giuseppe Verdi                | Ulrica                |                   | Hamburgische Staatsoper                                                                         | u. a. anche con Pavarotti e Milnes in italiano |
| Rigoletto                       | Giuseppe Verdi                | Maddalena             | 13 maggio 1962    | Hamburgische Staatsoper                                                                         | u. a. anche con Pavarotti in italiano          |
| Il trovatore                    | Giuseppe Verdi                | Azucena               | 1963              | Hamburgische Staatsoper                                                                         | anche in italiano                              |
| Nabucco                         | Giuseppe Verdi                | Fenena                | 13 settembre 1963 | Hamburgische Staatsoper                                                                         |                                                |
| L'oro del Reno                  | Richard Wagner                | Fricka                |                   | Hamburgische Staatsoper, Bayreuther Festspiele, Teatro Colón de Buenos Aires                    |                                                |
| L'oro del Reno                  | Richard Wagner                | Erda                  |                   | Hamburgische Staatsoper, Chicago Opera                                                          |                                                |
| La Valchiria                    | Richard Wagner                | Fricka                |                   | Hamburgische Staatsoper, Bayreuther Festspiele, Teatro Colón de Buenos Aires                    |                                                |
| Sigfrido                        | Richard Wagner                | Erda                  |                   | Hamburgische Staatsoper, Teatro Carlo Felice                                                    |                                                |
| Il crepuscolo degli dei         | Richard Wagner                | 1. Norn               | 12 giugno 1960    | Hamburgische Staatsoper, Wiener Staatsoper                                                      |                                                |
| Il crepuscolo degli dei         | Richard Wagner                | Waltraute             |                   | Royal Opera House, Hamburgische Staatsoper, Gran Teatre del Liceu, Teatro Colón de Buenos Aires |                                                |
| L'olandese volante              | Richard Wagner                | Mary                  | 17 maggio 1961    | Hamburgische Staatsoper, Venezia                                                                | 150 giorni                                     |
| I maestri cantori di Norimberga | Richard Wagner                | Magdalene             | 26 dicembre 1962  | Hamburgische Staatsoper                                                                         |                                                |
| Die Reise                       | Lars Johan Werle              |                       | 2 marzo 1969      | Hamburgische Staatsoper                                                                         | UA                                             |
| Die wundersame Schustersfrau    | Udo Zimmermann                |                       | 25 aprile 1982    | Schloßtheater Schwetzingen                                                                      | UA                                             |
| Zar und Zimmermann              | Albert Lortzing               | Witwe Browe           | 1969              | Hamburgische Staatsoper                                                                         |                                                |

## Estratto dal repertorio concertistico
| Opera                             | Compositore                 | Commento |
| --------------------------------- | --------------------------- | --- |
| Drei Lieder für Alt und Orchester | Gerhard Arnoldi             | Secondo i testi di Nelly Sachs |
| Passione secondo Matteo           | Johann Sebastian Bach       | |
| Passione secondo Giovanni         | Johann Sebastian Bach       | |
| Oratorio di Natale                | Johann Sebastian Bach       | 2. dischi etichetta MMS |
| Messa in Si minore                | Johann Sebastian Bach       | |
| Widerstehe doch der Sünde         | Johann Sebastian Bach       | |
| Sinfonia n. 9                     | Ludwig van Beethoven        | op. 125 "Chorale" con Wilma Lipp, Ursula Boese, Fritz Wunderlich, Franz Crass, Wiener Singverein, Otto Klemperer, London Philharmonic Orchestra, Schallplattenaufnahme, Vienna 1960 |
| Missa solemnis                    | Ludwig van Beethoven        | |
| Rapsodia per contralto            | Johannes Brahms             | op. 53: Rapsodia per contralto (frammento da "Harzreise im Winter" di Goethe (1869))                                                                                                |
| Stabat mater                      | Antonín Dvořák              | op. 58 (1876 / Strumentazione 1877) |
| Biblische Lieder                  | Antonín Dvořák              | op. 99, Radio della Germania Ovest di Colonia |
| Der Messias                       | Georg Friedrich Händel      | anche in inglese |
| Baldassar                         | Georg Friedrich Händel      | |
| Jephtha                           | Georg Friedrich Händel      | |
| Israele in Egitto                 | Georg Friedrich Händel      | |
| Sinfonia n. 1                     | Karl Amadeus Hartmann       | |
| Giraudoux-Kantate                 | Rolf Liebermann             | |
| Sinfonia n. 2                     | Gustav Mahler               | |
| Sinfonia n. 3                     | Gustav Mahler               | |
| Sinfonia n. 8                     | Gustav Mahler               | |
| Das klagende Lied                 | Gustav Mahler               | |
| Das Lied von der Erde             | Gustav Mahler               | |
| Kindertotenlieder                 | Gustav Mahler               | |
| Orchesterlieder                   | Gustav Mahler               | |
| Elia                              | Felix Mendelssohn Bartholdy | |
| Paulus                            | Felix Mendelssohn Bartholdy | |
| Konzertarie KV. 255               | Wolfgang Amadeus Mozart     | |
| Les Noces                         | Igor Stravinsky             | |
| Gloria                            | Antonio Vivaldi             | |
| Wesendonck-Lieder                 | Richard Wagner              | |

### Direttori
| Ernest Ansermet        | Josef Krips                 |
| Karl Böhm              | Rafael Kubelík              |
| Christoph von Dohnányi | Leopold Ludwig              |
| Carlo Maria Giulini    | Zubin Mehta                 |
| Eugen Jochum           | Wolfgang Sawallisch         |
| Herbert von Karajan    | Hans Schmidt-Isserstedt     |
| Joseph Keilberth       | Igor' Fëdorovič Stravinskij |
| Rudolf Kempe           | Christian Thielemann        |
| Otto Klemperer         | Pierre Boulez               |
| Hans Knappertsbusch    | Heinz Wallberg              |
| Franz Konwitschny      | Charles Mackerras           |

## Incisioni
- Salomè di Richard Strauss - registrazione della prima all'Opera di Stato di Amburgo, DG 2707 052
- Lulu di Alban Berg, registrazione dell'opera completata dopo la prima parigina nel 1979, DG 2711 024
- Sogno di una notte di mezza estate di Mendelssohn-Bartholdy, DG 138 959
- Der Evangelimann di Wilhelm Kienzl, DG 136 427, DG 2537 036 (1965)
- Il Mikado di Gilbert e Sullivan, Allegro Royale 1574-1575 (1954)
- Laggiù nella valle di Brahms e altri, Falcon L-ST 7052
- L'oro del Reno di Richard Wagner, Fratelli Fabbri Editori, Milano 25 giugno 1969
- Parsifal di Richard Wagner, Philips A 02342/46 L 835 220/24 AY, Bayreuth 1962
- I diavoli di Loudun di Penderecki, Philips 6700 042, Amburgo 1969
- L'oro del Reno di Richard Wagner, Melodramma 586 (3) (1982), Bayreuth 1958
- Il crepuscolo degli dei di Richard Wagner, melodramma 589 (5) (1982), Bayreuth 1958

### CD audio
- Sinfonia n. 9 di Ludwig van Beethoven, Classica D'oro, Vienna 1960

### Film:[7]
- Aiuto, Aiuto, i Globolink! - Opera di Stato di Amburgo 1969, numero EAN: 0807280128192, studio: Arthaus Musik, distribuzione: Kinowelt Home Entertainment, uscita: 5 febbraio 2007 [acquisto DVD]
- Zar e Zimmermann - Opera di Stato di Amburgo 1969, numero EAN: 0807280126990, studio: Arthaus Musik, distribuzione: Kinowelt Home Entertainment, uscita: 8 gennaio 2007 [acquisto DVD]
- Die Meistersinger von Nürnberg - Hamburg State Opera 1970, Numero EAN: 0807280127393, Studio: Arthaus Musik, Distribuzione: Kinowelt Home Entertainment, Uscita: 5 febbraio 2007 [acquisto DVD]
- Arabella - Film di Amburgo 1970 - DVD 5693

## Autobiografia
- Ursula Boese. Erfolg oder Rausschmiß. Auf den Opernbühnen von Bayreuth, Hamburg, Paris… [Successo o cacciata. Sui palcoscenici dell'opera di Bayreuth, Amburgo, Parigi...], U. Boese, Amburgo, 1993 (140 p.)

## Galleria d'immagini

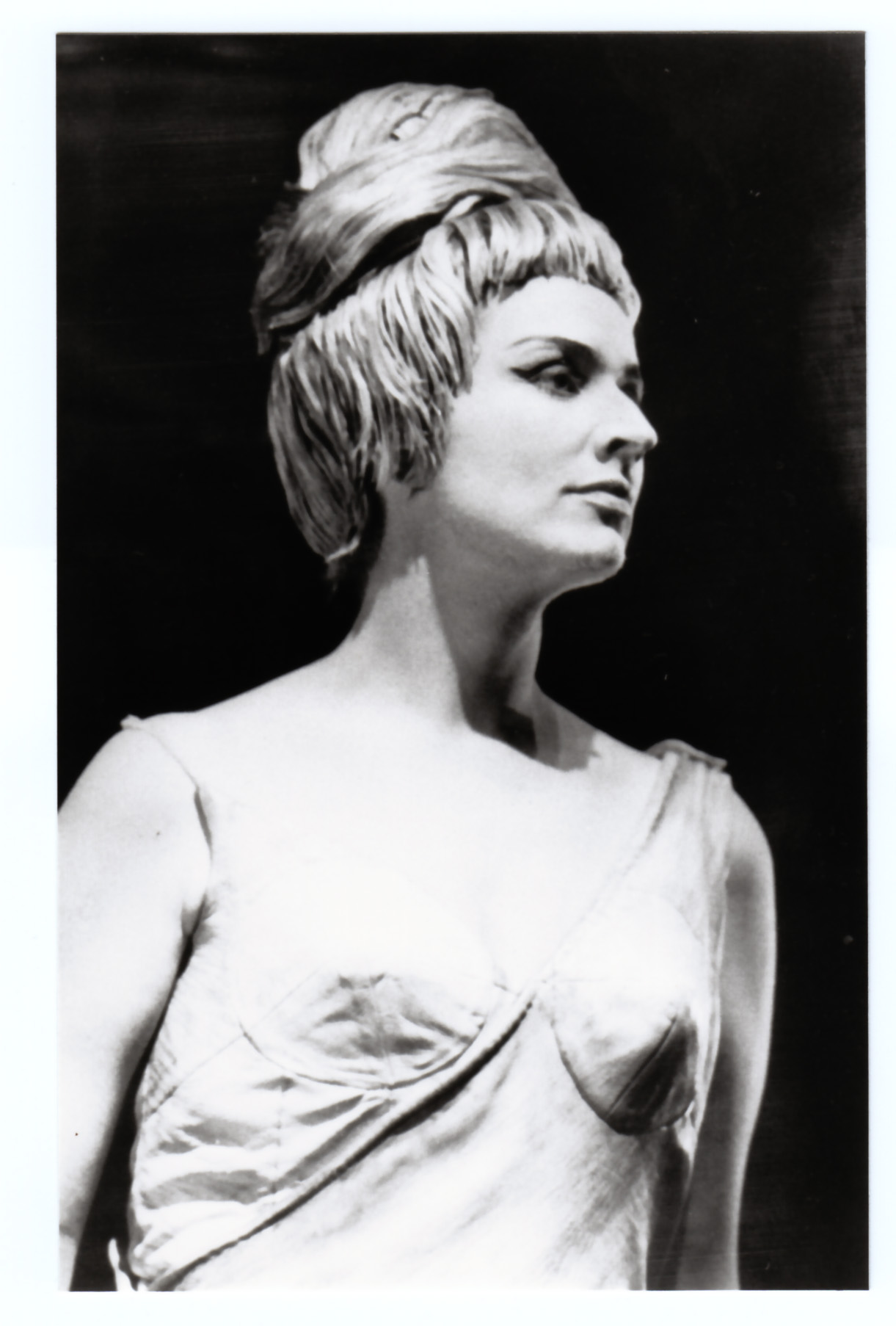
"Fricka" in L'oro del Reno, Bayreuth 1965
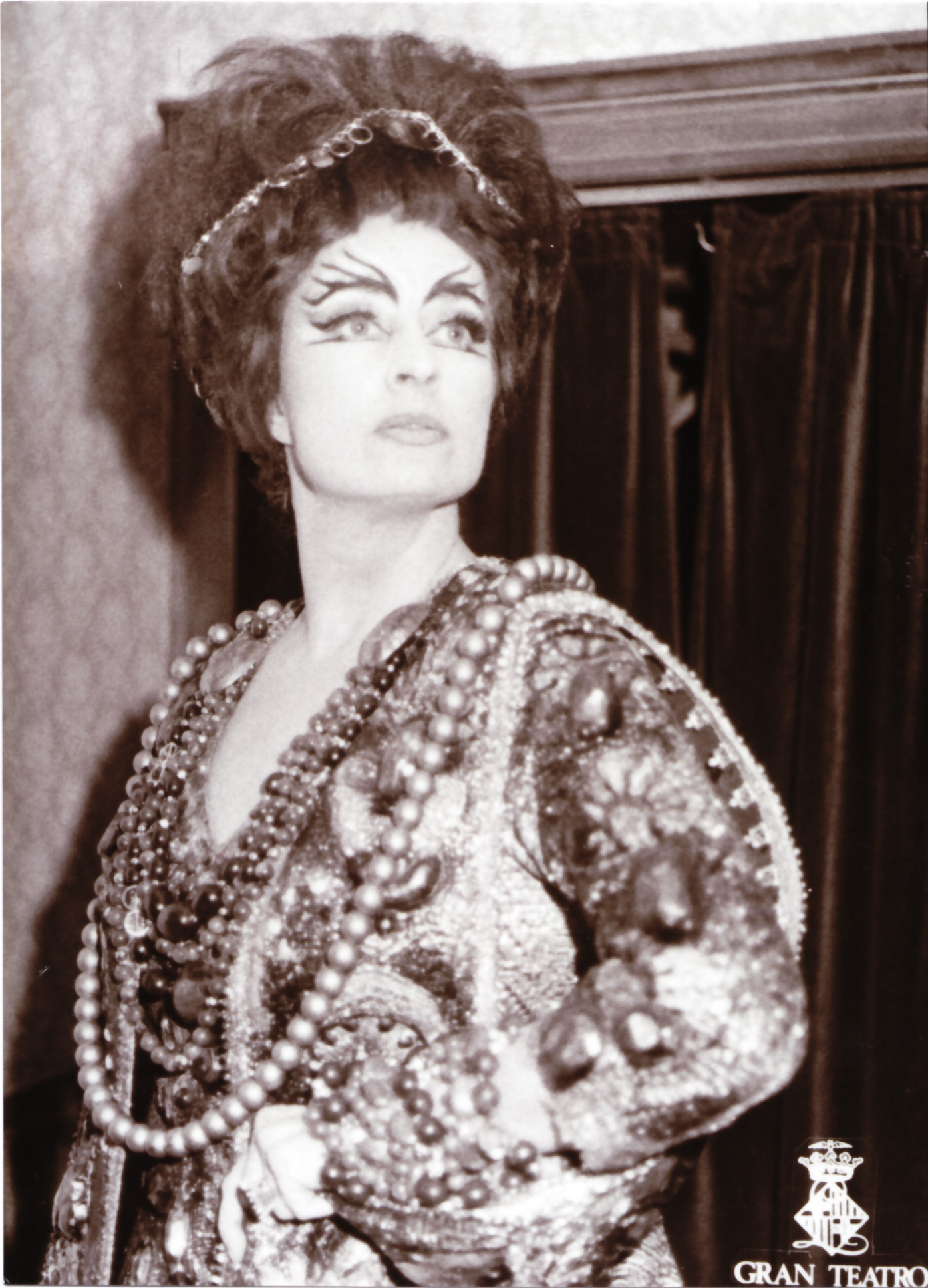
"Klytämnestra" in Elettra, Barcellona gennaio 1975
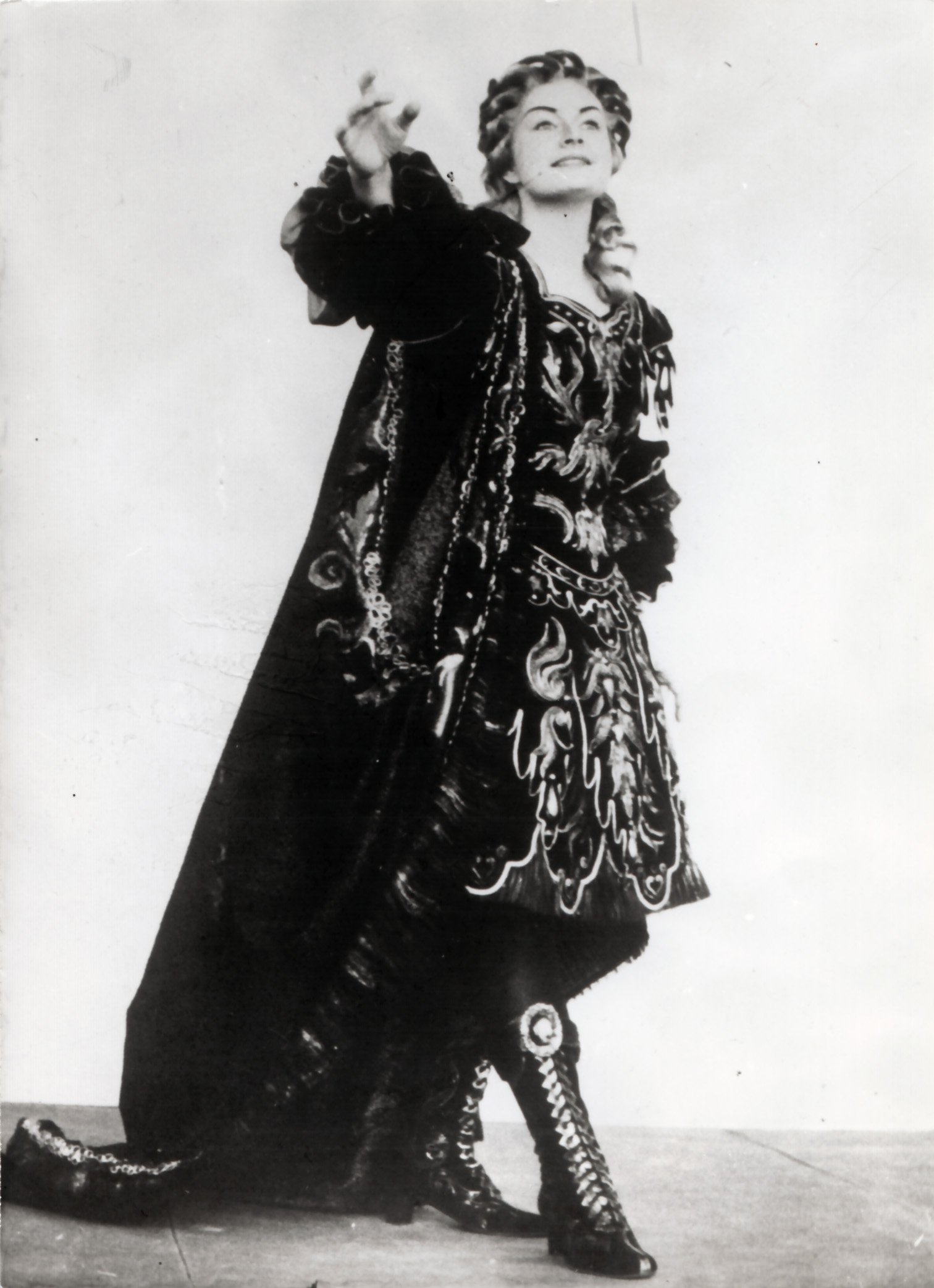
"Orfeo", Amburgo 1963
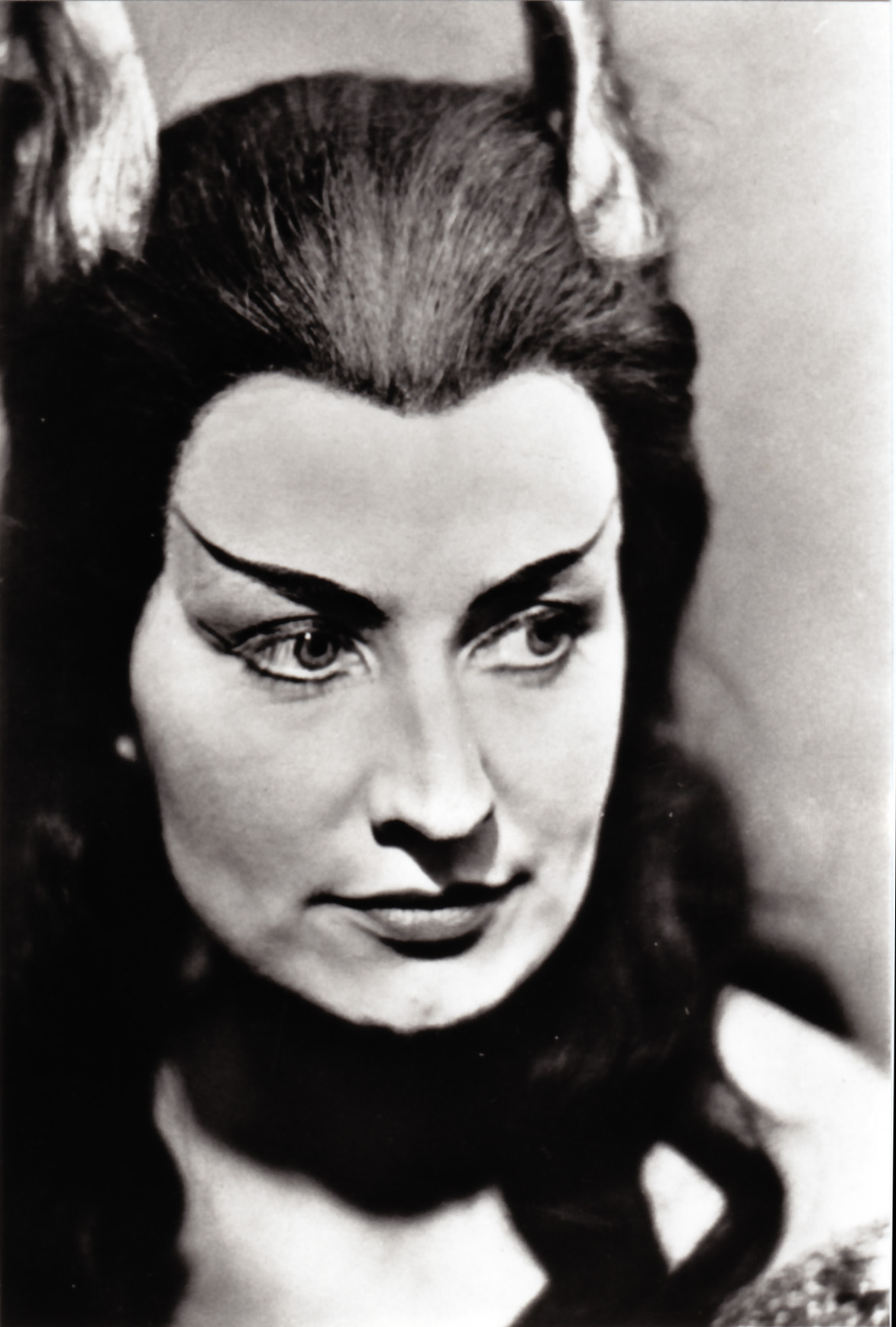
"Waltraute" in Il crepuscolo degli dei, Amburgo
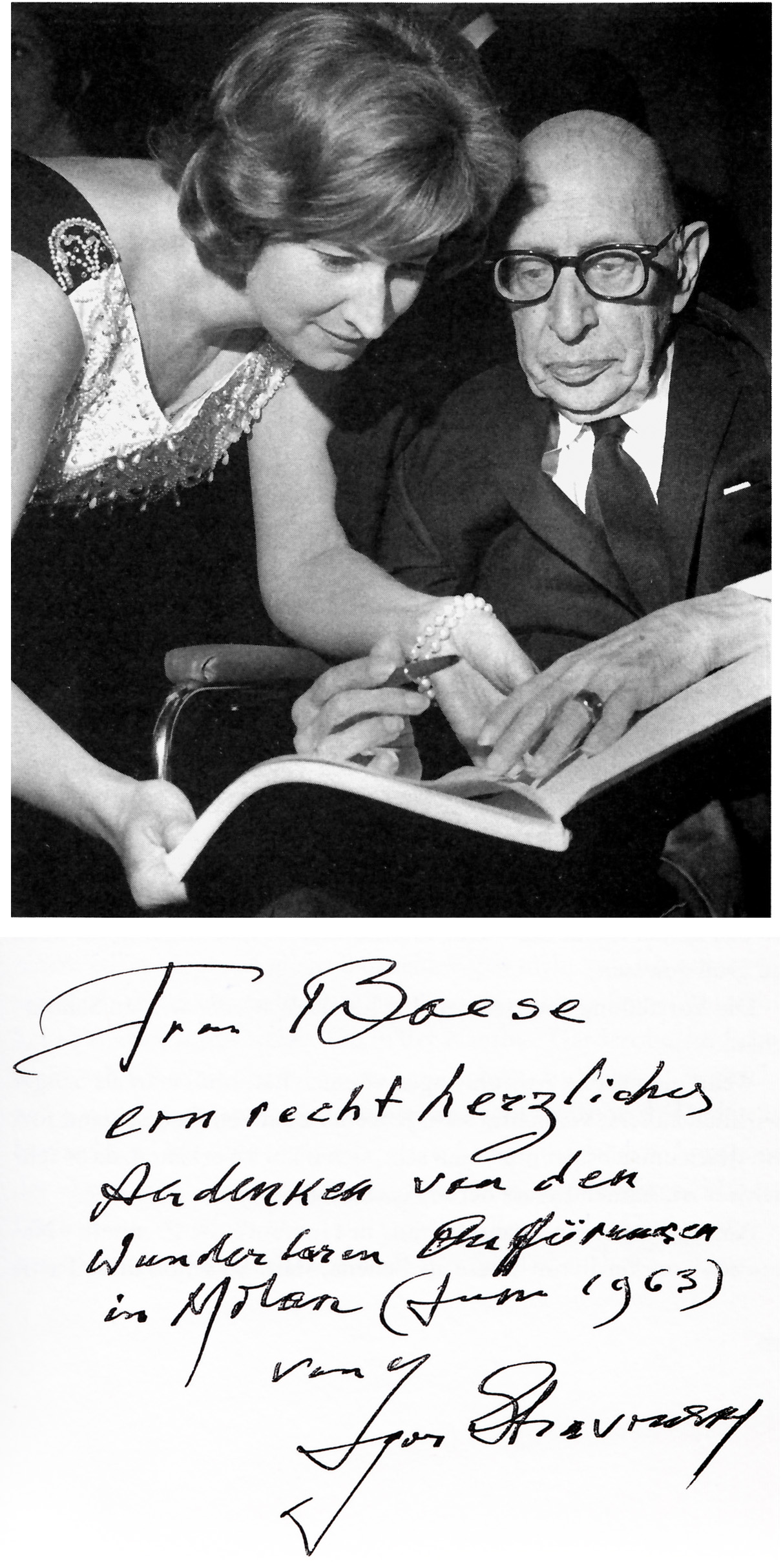
Con Igor Stravinsky dopo la prima di Oedipus Rex alla Scala, Milano, 12 giugno 1963